# Ruschia laxiflora
Ruschia laxiflora är en isörtsväxtart som beskrevs av L. Bol. Ruschia laxiflora ingår i släktet Ruschia och familjen isörtsväxter. Inga underarter finns listade i Catalogue of Life.